# Least Worst Of
Least Worst Of er en kompilation fra Type O Negative med tidligere udgiver materiale  og nogle nye sange og remixes. Der er både en redigeret version og en uredigeret med en advarsel til forældre. Billedet på coveret forestiller faldskærmsudspring ved Coney Island i Brooklyn i New York.

## Track liste

### Uredigeret version
1. "The Misinterpretation of Silence and Its Disastrous Consequences (Wombs and Tombs Mix)" – 0:39
2. "Everyone I Love Is Dead" – 4:39
3. "Black No. 1 (Little Miss Scare-All)" – 4:34
4. "It's Never Enough" – 8:15
5. "Love You To Death" – 4:47
6. "Black Sabbath (From the Satanic Perspective)" – 7:44
7. "Christian Woman" – 4:25
8. "12 Black Rainbows" – 5:10
9. "My Girlfriend's Girlfriend (Cheese Organ Mix)" – 3:43
10. "Hey Pete (Pete's Ego Trip Version)" – 5:19
11. "Everything Dies" – 4:33
12. "Cinnamon Girl (Depressed Mode Mix)" – 3:50
13. "Unsuccessfully Coping With The Natural Beauty of Infidelity" – 12:29
14. "Stay Out of My Dreams" – 8:15

### Redigeret version
1. "The Misinterpretation Of Silence And Its Disastrous Consequences (Wombs And Tombs mix)" – 0:39
2. "Everyone I Love Is Dead" – 4:39
3. "Black No.1" – 4:35
4. "Love You To Death" – 4:47
5. "Black Sabbath (From The Satanic Perspective)" – 7:44
6. "Christian Woman" – 4:25
7. "12 Black Rainbows" – 5:10
8. "My Girlfriend's Girlfriend (Cheese Organ mix)" – 3:43
9. "Hey Pete (Pete's Ego Trip Version)" – 5:19
10. "Everything Dies" – 4:33
11. "Cinnamon Girl (Depressed Mode mix)" – 3:52
12. "Gravitational Constant (G=6.67 x 10 cm3 gm1 sec2)" – 9:04
13. "Stay Out Of My Dreams" – 8:15

## Charts
| År   | Chart             | Position |
| ---- | ----------------- | -------- |
| 2000 | The Billboard 200 | 99       |